# Waldemar Sobota
Waldemar Sobota (Ozimek, 19 maggio 1987) è un ex calciatore polacco, di ruolo centrocampista.

## Carriera

### Club
A giugno del 2010 firma un quadriennale con lo Śląsk Breslavia.
Il 7 agosto 2020 fa ritorno allo Śląsk Breslavia.

### Nazionale
Tra il 2011 ed il 2014 ha totalizzato complessivamente 17 partite e 4 reti con la nazionale polacca.

## Palmarès

### Club
- Campionato polacco: 1

Śląsk Breslavia: 2011-2012
- Superpuchar Polski: 1

Śląsk Breslavia: 2012